# Federalny Pałac Legislacyjny
Federalny Pałac Legislacyjny (hisz. Palacio Federal Legislativo), znany również jako Federalny Kapitol – zabytkowy budynek w Caracas w Wenezueli, w którym obecnie mieści się Zgromadzenie Narodowe. Gmach położony jest przy ulicy Uniwersyteckiej na południowy wschód od Placu Bolívara. Pałac został zbudowany przez prezydenta Antonio Guzmana Blanco według projektu architekta Luciano Urdaneta Vargasa.

## Historia
Budowa Kapitolu Federalnego rozpoczęła się w dniu 21 września 1872 roku, częściowe otwarcie nastąpiło 19 lutego 1873 roku, gmach w pełni został ukończony w 1877. 23 lutego 1877 po raz pierwszy odbyła się sesja inauguracyjna izby ustawodawczej. Przewodniczącym Senatu i Kongresu został wybrany Leocadio Guzmán a Izby Deputowanych Jesús María Paúl.